# كينلي (كارولاينا الشمالية)
كينلي (بالإنجليزية: Kenly, North Carolina)‏ هي بلدة أمريكية تقع في الولايات المتحدة في كارولاينا الشمالية. يقدر عدد سكانها بـ 1,339 نسمة ومساحتها 3.9 كم2 وترتفع عن سطح البحر 59 متر.

## التركيبة السكانية
حدّد مكتب تعداد الولايات المتحدة بيانات التركيبة السكانية لكينلي في تعداد الولايات المتحدة. في ما يلي، التركيبة السكانية حسب تعدادي 2000 و2010.

### تعداد عام 2000
بلغ عدد سكان كينلي 1,569 نسمة بحسب تعداد عام 2000، وبلغ عدد الأسر 671 أسرة وعدد العائلات 415 عائلة مقيمة في البلدة. في حين سجلت الكثافة السكانية 347.1 نسمة لكل كيلومتر مربع (899.0/ميل2). وبلغ عدد الوحدات السكنية 754 وحدة بمتوسط كثافة قدره 166.8 لكل كيلومتر مربع (432.0/ميل2).
وتوزع التركيب العرقي للبلدة بنسبة 55.32% من البيض و40.60% من الأمريكيين الأفارقة و0.25% من الأمريكيين الأصليين و0.25% من الأمريكيين ذوي الأصول الآسيوية و2.29% من الأعراق الأخرى و1.27% من عرقين مختلطين أو أكثر و3.57% من الهسبانيون أو اللاتينيون من أي عرق.
بلغ عدد الأسر 671 أسرة كانت نسبة 36.1% منها لديها أطفال تحت سن الثامنة عشر تعيش معهم، وبلغت نسبة الأزواج القاطنين مع بعضهم البعض 36.8% من أصل المجموع الكلي للأسر، ونسبة 20% من الأسر كان لديها معيلات من الإناث دون وجود شريك،  بينما كانت نسبة 5.1% من الأسر لديها معيلون من الذكور دون وجود شريكة وكانت نسبة 38.2% من غير العائلات. تألفت نسبة 34.6% من أصل جميع الأسر من عدة أفراد يعيشون في نفس المنزل ونسبة 13.9% كانت تتألف من شخص يعيش بمفرده يبلغ من العمر 65 عاماً أو أكثر. وبلغ متوسط حجم الأسرة المعيشية 2.34، أما متوسط حجم العائلات فبلغ 3.02.
بلغ العمر الوسطي للسكان 36.2 عاماً. وكانت نسبة 28.1% من القاطنين تحت سن الثامنة عشر، وكانت نسبة 8.5% بين الثامنة عشر والرابعة والعشرين عاماً، ونسبة 29.1% كانت واقعةً في الفئة العمرية ما بين الخامسة والعشرين والرابعة والأربعين عاماً، ونسبة 20.4% كانت ما بين الخامسة والأربعين والرابعة والستين، ونسبة 13.9% كانت ضمن فئة الخامسة والستين عاماً فما فوق. يوجد لكل 100 أنثى 90.4 ذكر، ويوجد لكل 100 أنثى في الثامنة عشر من عمرها فما فوق 82.8 ذكر.
بلغ متوسط دخل الأسرة في البلدة 10,313 دولارًا، أما متوسط دخل العائلة فبلغ 11,818 دولارًا. وكان متوسط دخل الذكور 50,000 دولارًا مقابل 12,083 دولارًا للإناث. وسجل دخل الفرد الخاص بالبلدة 7,665 دولارًا. وكانت نسبة 56.2% من العائلات ونسبة 49.7% من السكان تحت خط الفقر، وكان من هؤلاء نسبة 48.1% تحت سن الثامنة عشر ونسبة 44.4% في الخامسة والستين من العمر وما فوق.

### تعداد عام 2010
بلغ عدد سكان كينلي 1,339 نسمة بحسب تعداد عام 2010، وبلغ عدد الأسر 569 أسرة وعدد العائلات 333 عائلة مقيمة في البلدة. في حين سجلت الكثافة السكانية 296.2 نسمة لكل كيلومتر مربع (767.2/ميل2). وبلغ عدد الوحدات السكنية 703 وحدة بمتوسط كثافة قدره 155.5 لكل كيلومتر مربع (402.7/ميل2).
وتوزع التركيب العرقي للبلدة بنسبة 58.48% من البيض و35.25% من الأمريكيين الأفارقة و0.67% من الأمريكيين الأصليين و0.67% من الأمريكيين ذوي الأصول الآسيوية و4.11% من الأعراق الأخرى و0.82% من عرقين مختلطين أو أكثر و8.07% من الهسبانيون أو اللاتينيون من أي عرق.
بلغ عدد الأسر 569 أسرة كانت نسبة 28.5% منها لديها أطفال تحت سن الثامنة عشر تعيش معهم، وبلغت نسبة الأزواج القاطنين مع بعضهم البعض 35.1% من أصل المجموع الكلي للأسر، ونسبة 19.9% من الأسر كان لديها معيلات من الإناث دون وجود شريك،  بينما كانت نسبة 3.5% من الأسر لديها معيلون من الذكور دون وجود شريكة وكانت نسبة 41.5% من غير العائلات. تألفت نسبة 36.9% من أصل جميع الأسر من عدة أفراد يعيشون في نفس المنزل ونسبة 17.9% كانت تتألف من شخص يعيش بمفرده يبلغ من العمر 65 عاماً أو أكثر. وبلغ متوسط حجم الأسرة المعيشية 2.35، أما متوسط حجم العائلات فبلغ 3.09.
بلغ العمر الوسطي للسكان 41.0 عاماً. وكانت نسبة 23.7% من القاطنين تحت سن الثامنة عشر، وكانت نسبة 9.2% بين الثامنة عشر والرابعة والعشرين عاماً، ونسبة 21.7% كانت واقعةً في الفئة العمرية ما بين الخامسة والعشرين والرابعة والأربعين عاماً، ونسبة 29.2% كانت ما بين الخامسة والأربعين والرابعة والستين، ونسبة 16.2% كانت ضمن فئة الخامسة والستين عاماً فما فوق. وتوزع التركيب الجنسي للسكان بنسبة 47.3% ذكور و52.7% إناث.

## أعلام
- أل إيفانز